# Palazzo Loup
Palazzo Loup, più anticamente detto Villa della Fratte, è un'antica dimora settecentesca che sorge in località Scanello nel comune di Loiano, a 30 km da Bologna sulla statale della Futa.

## Storia
Le tracce del suo passato, sono precedenti essendo stato costruito sui ruderi del Castello di Scanello di origine medioevale, all'epoca in cui questi terreni erano di proprietà di Matilde di Canossa, successivamente donati all'arcivescovo di Pisa.
Nella sua storia transitarono nobili famiglie come i Calderini, i Taruffi e i Massa che ebbero l'onore di ospitare, nel 1805, il Papa Pio VII che, nel suo viaggio verso Roma, sostò presso la Villa per ristorarsi dal lungo viaggio che lo aveva condotto a Parigi per l'incoronazione a imperatore di Napoleone Bonaparte.
Il nome Loup rimane a memoria dell'illustre proprietario Luigi Loup, nobile agronomo svizzero, uomo di mentalità aperta ed innovatrice, acuto ed attivo nella vita politica del tempo, che seppe trasformare la tenuta di Scanello in un esempio di azienda agricola moderna e razionale.

### Il convegno di Scanello
Il 28 settembre del 1859 si tenne nella villa il convegno che sarà poi detto di Scanello, al quale presero parte i più importanti personaggi della scena politica del tempo: Marco Minghetti, Bettino Ricasoli, Luigi Carlo Farini, Leonetto Cipriani e Rodolfo Audinot. Nella riunione, svoltosi in forme riservate, si discusse del futuro delle Province Unite del Centro Italia, stabilendo l'unificazione doganale e monetaria degli ex ducati di Parma, Modena, della Legazione delle Romagne e della Toscana, alla vigilia della riunificazione del Regno d'Italia sotto la sovranità di Vittorio Emanuele II.

## Il parco
Nel parco si trova un esemplare monumentale di tasso.